# 聖皮埃爾和密克隆旗幟
圣皮埃尔和密克隆的官方旗幟是法國國旗，在當地亦會使用非正式旗幟。

## 非正式旗幟
圣皮埃尔和密克隆的非正式旗帜设计于1982年，為藍色，在波浪上有一艘黃色的帆船，是雅克·卡蒂亞發現此地時所搭乘的船隻。靠旗桿一側分別有巴斯克人、布列塔尼人和諾曼人的旗幟。

巴斯克人旗幟
布列塔尼人旗帜
下诺曼底旗帜
布列塔尼人紋章
諾曼人紋章